# Go on
『Go on』（ゴー・オン）は、KBS京都テレビと関西テレビ☆京都チャンネルで放送されていたローカルバラエティ番組。KBS京都では2003年4月7日から2008年9月29日まで、毎週月曜 23時00分 - 23時55分に放送。

## 概要
正式名称は「Intercollegiate TV – Go on」で、EPGでは「Go on→」と表記されていた。コンセプトは「学生の、学生による、学生のための番組」（後に「学生の、学生による、みんなのための番組」に変更）。毎回番組の最後には、西村和彦による「Go on!」という掛け声に対し、その回で最も活躍した学生が「Goes on!」と返して締めくくっていた。
地元京都および関西の情報を発信していこうという趣旨の番組で、京都府内を中心とする関西各地の大学生たちが学校の枠を越えて参加していた。この番組の最も特徴的な点は、番組の企画・立案・製作の全てを学生たちに任せて行われるというところであり、いわば産学協働のテレビ番組と言える。
KBS京都での2008年9月29日放送分をもって番組は終了した。その後一度だけ、最終回に向けて取り組む学生スタッフたちを描いた特番が放送された。

## 放送時間（終了時のデータ）
KBS京都では毎週月曜 23時00分 - 23時55分に放送。京都チャンネルでは金曜 25時00分 - 25時55分（土曜 1時00分 - 1時55分）、土曜 23時00分 - 23時55分、日曜 12時00分 - 12時55分および20時00分 - 20時55分に放送。

## 司会
メインは、地元京都出身の俳優・西村和彦。これにパートナーの女性タレント（下記参照）とKBS京都アナウンサーの平野智美が加わり、番組を盛り立てていた。

### パートナー役を務めた歴代女性タレント
- 初代（2003年4月 - 2003年9月）熊田曜子
- 2代目（2003年10月 - 2004年9月）夏川純
- 3代目（2004年10月 - 2005年3月）海江田純子
- （この間、池田ゆか里、南波糸江が卒業生としてMCを担当）
- 4代目（2005年7月頃 - 2006年3月）小林由梨奈
- 5代目（2006年4月 - 2007年9月）南波糸江
- 6代目（2007年9月 - 2008年9月）西崎華

## 番組スタッフ
スタッフの多くは大学生もしくは大学院生で、短期大学生や専門学校生、無認可校生もこれに含まれていた。他に「大人スタッフ」と呼ばれる、KBS京都や関西テレビの関係者、制作会社スタッフ、構成作家などが加わっていた。
学生スタッフは出演側と制作側に特化して活動していた。中には兄弟で参加する学生スタッフもいた。しかし、編集スタッフの中には、没頭するあまりに留年してしまう学生が増えてしまった。
学生の参加は自由で、簡単な面接が1回あった。アルバイトではないため参加に伴う賃金は発生しなかったが、経費については支給された。そのため、中心的な役割を担う学生を除き、スタッフの入れ替わりは激しかった。スタッフになると、KBS社内への入館証にもなる「スタッフパス」が発行された。また、一部には名刺を与えられるスタッフもいた。これは、テレビを志す学生にとっても、低予算で特色ある番組を作りたいテレビ局側にとっても都合の良いシステムである。
学生は参加時期や期間に関わらず、大学卒業時に在籍していると独自に「卒業生」として認定される。認定されると、KBS京都社内にいつでも帰ってこられるという「卒業生パス」と、記念のVTRが贈られた。一方、一瞬だけ在籍したスタッフはもとより、ある程度の期間参加していたスタッフでも卒業時期に在籍していないと「卒業生」としては扱われず、いわば「退学」のような扱いになる。ただし、「退学」という制度そのものが存在するわけではない。また、「退学」した学生の理由の多くは、「組織に馴染めない」「（遠方からのため）通うのがきつい」「他にやりたいことが見つかった」「留学する」など、一般的な学生サークルにありがちなものである。また、「企画に参加しない」「欠席が多い」「協調性がない」などの理由で本人の意思に関係なく解雇されたスタッフも多数いた。以下に記す和田光太郎や竹内優美のように他社のアナウンサーに内定し、その後画面に登場しなくなった例もあるが、この場合には「卒業」や「退学」ではなく「出身者」などと呼称されていた。過去のVTRを放送する時にこれらの元スタッフが名前入りで登場する時があったほか、最終回ではエンドロールで全スタッフの名前が50音順で紹介された。

## 主な企画
※印の企画は長期間にわたって続けられた企画。
Music Go on ※
新作リリース楽曲を紹介するもの。直接インタビューもある。
Movies Go on ※
学生が試写会に参加し、新作映画を紹介するもの。出演者インタビュー（海外俳優を含む）もある。
親子の対話 ※
実家にハンディカムを持ち込み、親や学生のことを聞いてくるというもの。家族関係や人となりが見えた。
ガクショク（学生の食卓） ※
学生が提唱する料理を紹介していた企画。
学生ニュース※
近畿圏大学野球戦や近畿の大学に関する事項をニュース形式で紹介する企画。
バブルガム選手権
膨らませたガム風船を破裂させた時の長さを測るという企画。のちの大反省会につながる、ある意味で伝説の企画となった。
大反省会
前述の「バブルガム選手権」の失敗を受け、一人の学生を中心として収録後に実施した反省会を放送。番組のターニングポイントとして扱われる。
ダイエット京都案内※
ダイエットのために京都市内をウォーキングしながら紹介していた企画。前後にスポンサーであるオムロンの体重計で体重を計測していた。
あなたの願い叶えたろか企画
卒業していく学生に最後の願望を叶える企画。
青春18切符
青春18きっぷを使って全国の大学を巡るすごろく企画。夏休みを利用して行われた。
恋愛短歌
最後の大型企画。地味だが盛り上がった。
本棚行進曲※
学生の所有する本棚（本）を紹介し、本を通して人となりを見ようというもの。
熱血!橋本塾※
塾形式でクイズを行っていた企画。
純愛!津田塾※
「熱血!橋本塾」の後継企画で、化学の実験を通してクイズを行っていた。
恋愛相談部※
毎回一人の学生スタッフが匿名でピックアップされ、そのスタッフの恋愛観を議論するというもの。
データマン哲
「探偵物語」の松田優作のコスプレをし、あらゆるもののデータを計測するというもの。
宇宙人企画
ペットボトルのロケットで宇宙までメッセージを届けようというもの。無論届くわけがなかった。
特派員制度
他地方の学生からVTRを送ってもらい、放送を通じて交流する企画。学生スタッフが留学先からVTRを送ってくるだけで、結局企画倒れに終わった。
OB訪問
番組を卒業し、社会人となったスタッフの元を現役スタッフが尋ねるというもの。
学ナビ
各大学の学生食堂をリポートする企画。
座布団ピック
アテネオリンピックに因んだ企画で、座布団を使って「座布団5メートル走」「座布団投げ」「座布団重量挙げ」などの競技を行っていた。

## スタジオ
番組の収録は原則として京都市にあるKBS京都テレビのBスタジオで2本撮りの形で行われた。当初はKBSホールを使って毎回公開収録が行われていた。
夏休み時期を中心に1年に数回、全編外ロケになった。多くはバスで京都府北部や滋賀県方面に向かい、川原や関西テレビの保養所などでロケが行われた。

## 番組出身者
番組出身者で、著名、もしくはテレビなどに継続して出演している人物は以下の通り。ただし、必ずしも「卒業生」とは限らない。
- 和田光太郎 - 元NHKアナウンサー。2006年3月、立命館大学卒業。
- 竹内優美 - フリーアナウンサー。2006年3月、立命館大学卒業。
- 南波糸江 - タレント。2006年3月、立命館大学卒業。
- 中津友里 - フリーアナウンサー。オフィスブレスユー所属。立命館大学卒業。
- 去来川奈央 - フリーアナウンサー。松竹芸能所属。同志社大学卒業。
- 北浦静香 - NHK京都放送局キャスター。立命館大学卒業。
- 橋本小雪 - 芸人。日本エレキテル連合、タイタン所属。2007年3月、京都橘大学卒業。
- カズレーザー - 芸人。メイプル超合金、サンミュージック所属。同志社大学喜劇研究会所属のお笑いコンビ「フルハウス」として、下記の東ブクロとともに何度か出演。
- 東ブクロ  - 芸人。さらば青春の光、ザ・森東所属。上記のカズレーザーとともに「フルハウス」として何度か出演。
- 向有美 - 俳優。株式会社リスター所属。2008年3月、立命館大学卒業。

なお、この他にもテレビディレクター、芸人、フリー司会者、芸能事務所のマネージャー、新聞記者、さらには放送作家、広告代理店の営業として活躍する卒業生もいるなど、短期間にマスコミ業界へ多数の人材を輩出した。

## その他

### 西村和彦とGo on
メインMCである西村和彦にとっては、本番組がターニングポイントとなっているようである。自身が「感情のゴミ箱」という表現をしたように、二枚目俳優としての顔とは違い、三枚目的な素顔も見せている。また、俳優業よりもリラックスしているように感じられ、プライベートの一面も見せている。学生との相乗効果によって西村自身も変化しているように見受けられる。ここで俳優業以外のバラエティー対応術を培い、その後のバラエティー出演急増の足がかりとなった。
「『牡丹と薔薇』撮影潜入レポート」企画では、大河内奈々子に「ベッドシーンで固まった髪の毛が痛かった」とのコメントにショックを受け、翌週の放送ではそれまで絶対に変えなかった髪形をナチュラルヘアーに変更していた。
また本番組は、西村と後に西村の次妻となる國重友美が知り合った番組でもある。ちなみに初対面は、國重がゲスト出演した時である。西村の方が惚れたようで、番組の企画中に学生を連れて國重の個展にも立ち寄るほどの熱の入れ様であった。その後、番組では披露宴の風景も流され、第1子、第2子の懐妊報告もされた。
その後も自身のブログなどで時折「Go on」の名を出すことがある。

### 平野智美とGo on
一貫して結婚できない負け犬キャラ（彼氏無し）を演じていじられてきたが、その裏で同僚アナウンサーの梶原誠と極秘交際していた。2008年9月29日の最終回（#286）で梶原との結婚が発表され、披露宴の様子が放送された。学生スタッフと西村が出会いから結婚までの再現VTRを作成・放送した。結婚後、同局番組で梶原が出演する『京都!ちゃちゃちゃっ』にドッキリ参加している。
平野の仕事と親しみやすさに影響を受け、アナウンサーを志す者が増えた。代わりに彼女も「学生から忘れていた熱意を貰った」と語っている。
2008年4月から2010年3月まで、元学生スタッフの竹内優美（当時テレビ大阪アナウンサー）とともに関西広域圏地上デジタル放送推進大使を務めていた。

### 南波糸江とGo on
芸能活動のきっかけとなったこの番組には、同じ大学の友人である和田光太郎（現・NHKアナウンサー）に勧められて入ったとされている。そのためか、当初は和田の企画に出演することが多かった。そのうちの一つ、関西の大学野球伝統の一戦「同立戦」を特集した際には、スタジオで立命館伝統の「バナナダンス」を再現・披露することになった。本来、バナナダンスは立命館大学チアリーディング部のダンスであるが、在籍した立命館慶祥高等学校でチアリーディング部に入っていたことから、企画内では指導役としての登場であった。これが、番組内において南波が一人で前面に立った初めてのシーンであり、このときの様子がKBS社内などでも話題となったことが芸能界進出へと向かう第一歩へとつながった。
「親子の対話」企画等で計3回実家を取材。天然ボケの由来は母親からの遺伝であったことが発覚。家族関係の良さが皆に親しまれる人格形成の元であったことが放送された。